# Publikationsliste
Eine Publikationsliste (auch Publikationsverzeichnis oder Schriftenverzeichnis) ist eine meist vollständige Auflistung wissenschaftlicher Publikationen einer Person oder Institution. Publikationslisten dienen insbesondere der summarischen Dokumentation der eigenen Arbeit bei Wissenschaftlern.

## Überblick
Im internationalen wissenschaftlichen Bereich wird auf umfangreiche Publikationen zu wissenschaftlichen Sachverhalten und Forschungsergebnissen besonderen Wert gelegt. Die Veröffentlichungen sollten bevorzugt in international angesehenen Fachzeitschriften erfolgt sein. Mit der Publikationsliste wird die eigene Forschungserfahrung nachgewiesen und die wissenschaftliche Exzellenz dokumentiert. Die Relevanz der wissenschaftlichen Leistungen wird oft mittels des Hirsch-Index gemessen, die ein Maß für die Zitierhäufigkeit der Publikationen eines Autors ist.
Die Publikationsliste ist bedeutsam als Anhang zu einem wissenschaftlichen Lebenslauf oder als Anhang zu Bewerbungsunterlagen für Drittmittel, Stipendien und bei sonstigen Lehr- und Forschungsanträgen. Auch Festschriften enthalten meist eine Publikationsliste der geehrten Person.

## Aufbau
Invers-chronologische Ordnung (also jüngste Einträge zuerst) ist gängiger als chronologische. Auch der Aufbau der einzelnen Einträge ist nicht festgelegt. Im Prinzip bietet sich an, eines der Formate zu verwenden, die auch in den Publikationen selbst zum Verweis auf Literaturstellen üblich sind. Da aber in Publikationslisten geballt immer wieder dieselben Autoren auftreten und Jahreszahlen eine hervorgehobene Rolle spielen, findet man auch oft andere Reihenfolgen der Angaben, z. B.:
- Titel der Publikation
- Angabe zu (Mit)verfassern
- Publikationsjahr
- Publikationsort: Buch, Zeitschrift, Journal, Konferenz etc.
- Detailangaben wie Ausgabennummerierung, Seitenangaben
- Publikations-Referenz: Publikationseintrag; ISBN etc.

## Fachgruppenspezifika
Die Gliederung einer Publikationsliste ist nicht genormt. Gängige Konventionen sind von Fach zu Fach etwas verschieden. 

### Geisteswissenschaften
Eine Publikationsliste in geisteswissenschaftlichen Fächern wird oft unterteilt in die Hauptgruppen Monographien (Books), Aufsätze (Papers), Rezensionen (Book Reviews) und Herausgeberschaften (z. B. Sammelbände). 

### Naturwissenschaften
In des naturwissenschaftlichen Fächern unterscheidet man oft die Hauptgruppen Originalarbeiten (Papers), Übersichtsarbeiten (Reviews) und Bücher/Buchbeiträge. Veröffentlichungen in Konferenzbänden können einen erheblichen (aber anderen) Rang haben, weil interdisziplinär veröffentlicht wird oder weil auch andere Formen der Veröffentlichung als nur begutachtete Artikel oder Buchveröffentlichungen dokumentiert werden sollen.

### Kunst
Ein Verzeichnis der Werke eines Künstlers wird Catalogue raisonné genannt.

## Beispiele
- "Labor Income Indices Designed for Use in Contracts Promoting Income Risk Management" (with Ryan Schneider), Review of Income and Wealth, Series 44(2):163–182, June 1998. [see CFDP 1110 & CFP 964]
- ”Bureaucratic Corruption and the Rate of Temptation: How Much do Wages in the Civil Service Affect Corruption?”, 2001, Journal of Development Economics 65, 2, 307–331, (with Caroline Van Rijckeghem).
- "Kreditprozess heute und morgen: eine Analyse zu Optimierungspotenzialen bei Deutschlands 500 größten Kreditinstituten", with Jun.-Prof. Dr. A. Hackethal, Dr. T. Weitzel, D. Beimborn, J. Franke, Tom Gellrich, M. Holzhäuser, und F. Schwarze, 2005 Forthcoming
- "Die Vertragsbeziehung zwischen Investoren und europäischen Venture Capitals-Fonds: Eine empirische Untersuchung und Klassifizierung unterschiedlicher Vertragsmuster", (with D. Schmidt und S. Feinendegen), in: Zeitschrift für Betriebswirtschaft, Heft 11, 2003, 1167–1195
- "Kreditprozess-Management" Mark Wahrenburg, Wolfgang König, Daniel Beimborn, Jochen Franke, Tom Gellrich, Andreas Hackethal, Markus Holzhäuser, Felix Schwarze, Tim Weitzel, Norderstedt: Books on Demand, 2005, ISBN 3-8334-3159-8